# Niltava davidi
El papamoscas de David (Niltava davidi) es una especie de ave paseriforme de la familia Muscicapidae propia del este de Asia. Su nombre conmemora al ornitólogo irlandés John David Digues La Touche.

## Distribución y hábitat
Es un pájaro migratorio que cría en y pasa en invierno en las montañas del norte y suroeste de Indochina. Su hábitat natural son los bosques húmedos subtropicales y tropicales.